# Projet de grand stade de la Fédération française de rugby
Le grand stade de la Fédération française de rugby est un projet définitivement abandonné de stade de 82 000 places avec pelouse et toit rétractable, propriété de la Fédération française, à l'image des fédérations anglaise ou irlandaise.
Candidat à la présidence de la FFR en 2016, Bernard Laporte fait notamment campagne sur son opposition à la construction de ce grand stade de plus de 80 000 places. Il est élu le 3 décembre et, le 14 décembre, le projet est abandonné.

## Genèse du projet
En novembre 2010, Pierre Camou, président de la FFR et Serge Blanco, membre du comité directeur de la FFR, présentent au public leur projet de stade de la Fédération Française de Rugby, un stade de 82 000 places avec pelouse et toit rétractable. La Fédération ne souhaite plus dépendre du Consortium du Stade de France, avec laquelle elle est contractuellement liée jusqu'en 2013, dont elle juge la location du stade, à hauteur de 1 300 000 € (partie fixe + variable), élevée.
À l'image des fédérations majeures telles que l'Angleterre et l'Irlande qui possèdent leur propre stade, le rugby français ne veut plus être tributaire des autres disciplines qui évoluent également au Stade de France. En parallèle, la FFR souhaite aboutir à une indépendance financière afin de gérer directement ses ressources et la répartition des fonds pour le développement du rugby français.

## Phases d'études du projet
Une première phase d’études, fin 2010, a permis à la FFR de définir comme base de travail un stade ultra-moderne, adapté à tous les publics, totalement modulable pour pouvoir héberger tous les types de manifestations. En plus d’être un outil pour renforcer le rugby comme un sport majeur en France, ce stade serait aussi un équipement renforçant la capacité de la France à obtenir l’organisation de grands événements sportifs internationaux.
Une seconde phase d’études sur la faisabilité a lieu en décembre 2010 confortant le projet de la FFR dont le coût devrait s’élever à six cent millions d’euros.

## Sélection du site d'accueil
Le 18 juillet 2011, les dossiers de candidature de neuf sites désireux d’accueillir l’enceinte sont transmis à la FFR. Le 8 septembre 2011, les trois sites de Melun Val de Seine, Carrières-sur-Seine et Sens sont écartés. Les six dossiers restants sont :
- la commune d'Achères dans les Yvelines ;
- la communauté d’agglomération Évry Centre Essonne dans l'Essonne ;
- la communauté d'agglomération du Val d'Orge dans l'Essonne ;
- la commune de Massy et l"établissement public Paris-Saclay avec le soutien de la communauté d’agglomération Europ'Essonne dans l’Essonne ;
- la commune de Sevran en Seine-Saint-Denis ;
- l’établissement public d’aménagement Orly-Rungis-Seine Amont, mandaté par le conseil général du Val-de-Marne et les communes de Thiais, Orly, Chevilly-Larue et Rungis dans le Val-de-Marne.

Le 10 décembre 2011, le comité directeur de la FFR décide de conserver les candidatures de Thiais Orly et d'Évry Centre Essonne. Le premier propose un « stade des villes », urbain et convivial, bénéficiant d’une accessibilité sans égale, grâce au réseau routier, au RER, à l’extension prochaine de la ligne 14 du métro, à la construction du tramway T7 et surtout à la proximité de l'aéroport Paris-Orly, distant d’un seul kilomètre. Il est aussi le plus proche de Paris, à six kilomètres de la capitale. Son équipe de candidature promet à la FFR un stade immédiatement rentable.
Le projet présenté par Évry, prévu sur les communes de Ris-Orangis et Bondoufle, bénéficie du soutien de Manuel Valls, le député-maire (PS) d'Évry. Au contraire du précédent projet, celui-ci défend le potentiel d'un site de plus de cent hectares, l'hippodrome d'Évry, fermé depuis 1996, en lien à la fois avec la nature francilienne et avec Paris et le reste de la France grâce à un réseau de transports performant ou en voie de l'être. La proximité (à une quinzaine de kilomètres des communes de Linas et Marcoussis) avec le centre national du rugby joue également en sa faveur.
Malgré la position du ministère des Sports, par l'intermédiaire de David Douillet qui voit d'un œil peu favorable le désengagement de la FFR du Stade de France, la FFR entérine définitivement le projet le 29 juin 2012, lors du congrès de la FFR à La Baule, en choisissant le site de Ris-Orangis et Bondoufle présenté par Évry Centre Essonne.
Un emplacement à Toulouse a été proposé par des élus locaux.

## Choix du stade
Le choix pour l’architecture et la mise en œuvre du stade s'effectue sur la base des références réalisées et livrées de grands stades et des moyens matériels et humains proposés entre les trois équipes retenues qui sont (par ordre alphabétique) : Arte Charpentier et HKS, Foster and Partners et CR Architecture, Populous et Ateliers 234.
La compétition entre ces trois candidats se termine le 8 février 2013 par le choix du lauréat final qui est Populous et Ateliers 234.

## Débat public
La commission nationale du débat public est saisie du projet le 8 novembre 2012. Elle décide le 5 décembre 2012 que le projet de grand stade de la fédération française de rugby doit faire l'objet d’un débat public en 2013 que la commission organisera elle-même et dont elle confiera l'animation à une commission particulière,.
Nommée le  6 février et le 17 octobre 2013, celle-ci est composée de sept membres et est présidée par Jacques Archimbaud.
Le débat public porte sur les objectifs et les caractéristiques principales du projet de Grand Stade de la FFR, mais également sur son opportunité. Les modalités de participation sont diverses : contributions écrites, prise de parole en réunion publique, intervention sur le site interactif du Débat Public, etc. Le débat public se déroule du 7 novembre 2013 au 21 février 2014.
Dans un référé rendu public le 29 février 2016, la Cour des comptes se montre très critique sur le projet et invite l'État à « rechercher (…) des alternatives au projet » d'ici 2017 et à « déterminer une position […]  qui [lui] permette d'éviter les charges budgétaires supplémentaires ». La critique porte sur trois points : 
1. le projet repose sur un financement privé garanti « par le Département de l’Essonne jusqu'à un plafond de 450 millions d’euros ». Étant la garantie ultime des collectivités locales, l’État serait de fait responsable en dernier ressort de la garantie d'emprunt qui pourrait être accordée ;
2. l'arrêt de la convention entre la FFR et le consortium gérant le stade de France induirait pour l'État « une charge supplémentaire annuelle minimale de l’ordre de 23 millions d'euros pour l'État » jusqu'en 2025, « soit entre 161 et 186 millions d’euros suivant la date d'entrée en fonctionnement du stade de rugby ». Le départ du Stade de France de l'équipe de France de rugby le contraindrait en effet au versement d'une indemnité annuelle de 6,3 millions d’euros et le rendrait de nouveau « redevable envers le concessionnaire de l'indemnité d’absence de club résident, soit 17 millions d'euros par an »[14].
3. la création d'un nouveau stade en Île-de-France conduirait à une baisse de la valeur du Stade de France dont l'État est propriétaire.

## Abandon du projet
En 2017, le dépôt du permis de construire devait avoir lieu. L'élection de Bernard Laporte à la présidence de la Fédération française de rugby en décembre 2016 remet le projet en cause. Le 14 décembre 2016, le projet est officiellement abandonné à l'issue de la première réunion du nouveau comité directeur de la Fédération française de rugby.
Le coût du projet aura été de 14 millions d'euros, pour les études d'impact.
Le 3 juillet 2020, le tribunal administratif de Versailles condamne la Fédération française de rugby à verser un peu plus de 3,3 millions d'euros à la communauté d'agglomération Grand Paris Sud Seine-Essonne-Sénart, sur le territoire de laquelle devait se situer le stade, pour compenser les préjudices causés par l'abandon du projet.